# إيرا شوستر
إيرا شوستر (بالإنجليزية: Ira Schuster)‏ هو عازف بيانو وكاتب أغاني أمريكي، ولد في 13 أكتوبر 1889، وتوفي في 10 أكتوبر 1945.

## وصلات خارجية
- إيرا شوستر على موقع IMDb (الإنجليزية)
- إيرا شوستر على موقع ميوزك برينز (الإنجليزية)
- إيرا شوستر على موقع ديسكوغز (الإنجليزية)
- إيرا شوستر على موقع ديسكوغز (الإنجليزية)